# دردار متقارب زائف
دردار متقارب زائف (الاسم العلمي:Ulmus pseudopropinqua) هو نوع نباتي يتبع جنس الدردار من فصيلة الدردارية.